# Monzaemon Chikamatsu
Monzaemon Chikamatsu (jap. 近松 門左衛門 Chikamatsu Monzaemon), prawdziwe imię i nazwisko: Nobumori Sugimori (jap. 杉森 信盛 Sugimori Nobumori; ur. 1653, zm. 6 stycznia 1725) – japoński pisarz sztuk jōruri (typ japońskiego teatru marionetek, później znanego jako bunraku) i kabuki. Zwany japońskim Szekspirem. Pochodził z rodziny samurajów. Źródła podają różne miejsca jego urodzenia: prowincję Echizen, Hagi lub Nagato. Napisał także książkę lekarską.

## Życiorys

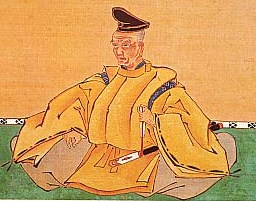
Autoportret

Chikamatsu urodził się w prowincji Echizen (obecnie wschodnia część prefektury Fukui) jako drugi syn w rodzinie samurajskiej. Jego ojciec służył młodemu księciu. Dziadek ze strony matki był lekarzem księcia. Gdy ojciec stracił posadę i został bezpańskim samurajem, rodzina przeniosła się do Kioto, gdzie przyszły dramaturg został przyjęty na służbę w domach arystokracji dworskiej. Uważa się, że w tym właśnie okresie Chikamatsu zdobył wykształcenie klasyczne i uczestniczył w życiu kulturalnym środowiska. Pod wpływem kontaktów z teatrem lalek rozpoczął karierę dramaturga. Początkowo, w wieku około trzydziestu lat, związał się z niezwykle wówczas popularnym kantorem Kaganojō Uji (1635-1711), dla którego napisał swój pierwszy ważny utwór Yotsugi Soga (Dziedzic rodu Soga), wystawiony w 1683 roku. Sztuka okazała się tak wielkim sukcesem, że sławny kantor Gidayū Takemoto (1651-1714) otworzył nią sezon w swoim teatrze Takemoto-za w Osace.
W latach późniejszych Chikamatsu stworzył na potrzeby Gidayū wiele innych sztuk jōruri, w tym sławną Shusse Kagekiyo (Kagekiyo zwycięski, 1685). Na współpracy tej skorzystali niewątpliwie obaj artyści: Gidayū, który po sukcesie Yotsugi Soga potrzebował utworów na wysokim poziomie, które pozwoliłyby mu kontynuować pasmo sukcesów oraz Chikamatsu, który wcześniej współpracując z Kaganojō Uji nie mógł w pełni się rozwijać i usamodzielnić, u Gidayū znalazł natomiast potrzebę stworzenia czegoś nowego, ducha nowatorstwa, którego brakowało Kaganojō. Ich współpraca zrodziła nowe trendy w świecie jōruri. Chikamatsu zaniechał tematów legendarnych i skoncentrował się na obserwacji współczesnych mu ludzi i ich języka. Zachowanie bohaterów stało się dla widza zrozumiałe i wzruszające, ponieważ zyskało barwy realnego życia, pełnego niespodzianek i napięć.
W latach 1684–1703, oprócz utworów przeznaczonych dla teatru lalkowego, tworzył także Chikamatsu sztuki kabuki, głównie dla Tōjūrō Sakaty (1647-1709), uznanego za jednego z najwybitniejszych aktorów tego okresu. W 1703 powrócił do jōruri, pisząc Sonezaki shinjū (Samobójstwo kochanków w Sonezaki), sztukę uznaną za pierwszy utwór nurtu sewajōruri, czyli sztuk, podobnie jak w prozie ukiyozōshi, traktujących o uczuciach czy zwyczajach współczesnych autorowi i doskonale przez niego znanych i rozumianych mieszczan.
Ogólnie sztuki jōruri autorstwa Chikamatsu podzielić można na dwie grupy: dramaty historyczne jidaimono, czyli opowieści traktujące głównie o legendarnych wojownikach, czy wielkich historiach miłosnych, których akcja dzieje się przed okresem Edo, oraz na utwory obyczajowe sewamono. Tematem sztuk sewamono stawały się często wydarzenia autentyczne, takie jak chociażby samobójstwa nieszczęśliwych kochanków czy opowieści o kurtyzanach. Tematyka ta sprawiła, że dramaty sewamono zyskiwały ogromną popularność i były wysoko cenione zarówno przez znawców teatru, jak i przeciętnych widzów. Po sukcesie Sonezaki shinjū Chikamatsu całkowicie porzucił kabuki na rzecz teatru lalkowego i przeniósł się z Kioto do Osaki.
Obecnie znanych jest ponad sto sztuk jōruri autorstwa Chikamatsu, chociaż istnieją również sztuki, o których uważa się, że mogły zostać przez niego napisane, nie ma jednak na to wystarczających dowodów. Wśród dramatów z gatunku jidaimono wciąż wystawiane pozostają m.in.: Keisei hangonkō (Kurtyzana, czyli o wonności przeciw duchom, 1708), czy Kokusen’ya kassen (Bitwy Koksingi, 1715). Natomiast wśród sztuk sewamono: Sonezaki shinjū (Samobójstwo kochanków w Sonezaki), Shinjū ten no Amijima (Samobójstwo z miłości w niebiańskiej Amijimie, 1720), Meido no hikyaku (Posłaniec do piekieł, 1711), czy Horikawa nami no tsuzumi (Rzeka Hori, czyli echo bębna na falach, 1707).

## Jōruri
- Yotsugi Soga (Następca Soga, 1683)
- Shusse Kagekiyo (Kagekiyo zwycięski, 1685)
- Sonezaki shinjū (Samobójstwo kochanków w Sonezaki, 1703)
- Horikawa nami no tsuzumi (Rzeka Hori, czyli echo bębna na falach, 1707)
- Meido no hikyaku (Posłaniec do piekieł, 1711)
- Kokusen’ya kassen (Bitwy Koksingi, 1715)
- Heike nyogogashima (Wyspa kobiet klanu Heike, 1719)
- Shinjū ten no Amijima (Samobójstwo z miłości w niebiańskiej Amijimie, 1720)
- Onnagoroshi aburajigoku (Zabójstwo kobiety – olej w piekle, 1721)